# باد سخت در جامائیکا
باد سخت در جامائیکا (انگلیسی: A High Wind in Jamaica) فیلمی در ژانر ماجراجویی است که در سال ۱۹۶۵ منتشر شد. از بازیگران آن می‌توان به آنتونی کوئین، جیمز کابرن، لیلا کدرووا، نایجل داونپورت و گرت فروبه اشاره کرد. طبق گزارش فاکس رکوردز، این فیلم برای رسیدن به نقطه سربه‌سر باید ۶ میلیون و ۳۰۰ هزار دلار از محل فروش بلیت‌ها درآمد کسب می‌کرد و در نهایت به ۲ میلیون و ۲۶۰ هزار دلار رسید که به معنای ضرردهی آن است.